# Nuotando contro la morte
Nuotando contro la morte (Nadando Contra a Morte) è un romanzo per bambini scritto da Lourenço Cazarré. Con questo libro Cazarré vince il Premio Jabuti.

## Trama
Maria do Amparo voleva sbarazzarsi del bambino di due giorni che aveva avuto a seguito di una violenza. Lei non lo ha desiderato ma, disperata, salta da un ponte

## Trasposizione cinematografica
Il 9 marzo 2012 esce nelle sale cinematografiche il film Amparo tratto dal libro e diretto dal registra Ricardo Pinto e Silva.

## Edizioni
- Lourenço Cazarré, Nadando Contra a Morte, 1998,  p. 96, ISBN 9788572082242.